# Nooshi Dadgostar

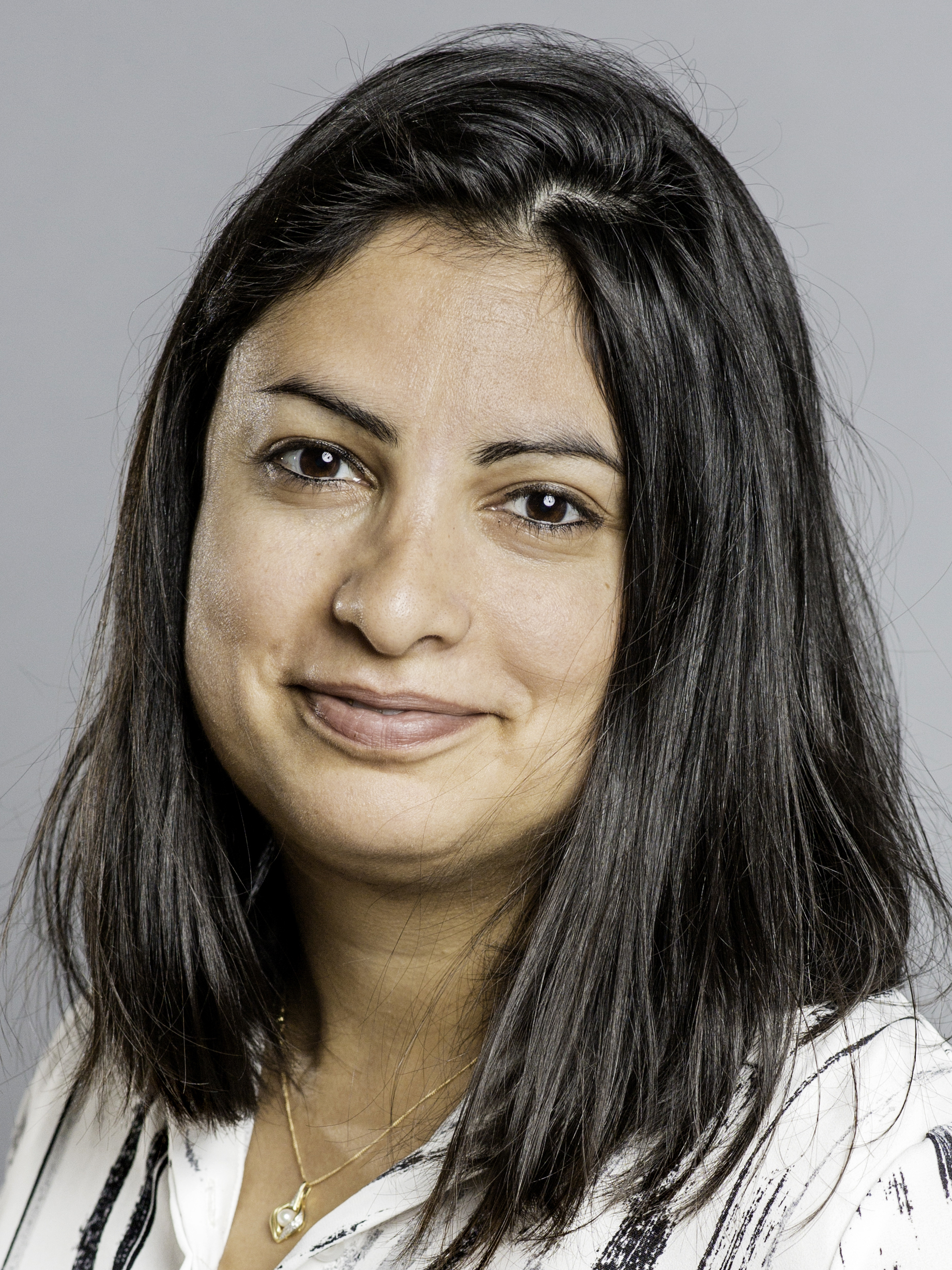

Mehrnoosh "Nooshi" Dadgostar (nascida em 20 de junho de 1985) é uma política sueca, membro do parlamento sueco desde 2014, vice-presidente do Partido de Esquerda Sueco de 2018 a 2020 e presidente desde 2020. Em 3 de fevereiro de 2020, Dadgostar anunciou que concorreria à liderança do seu partido após a renúncia de Jonas Sjöstedt. No final de setembro de 2020, ela foi oficialmente nomeada como a nova líder do partido e em 31 de outubro, Dadgostar foi efectivamente eleita líder do Partido de Esquerda.
Os seus pais mudaram-se do Irão para a Suécia para escapar da perseguição no início dos anos 1980. Ela cresceu em Hisingen.